# Điện Mặt Trời

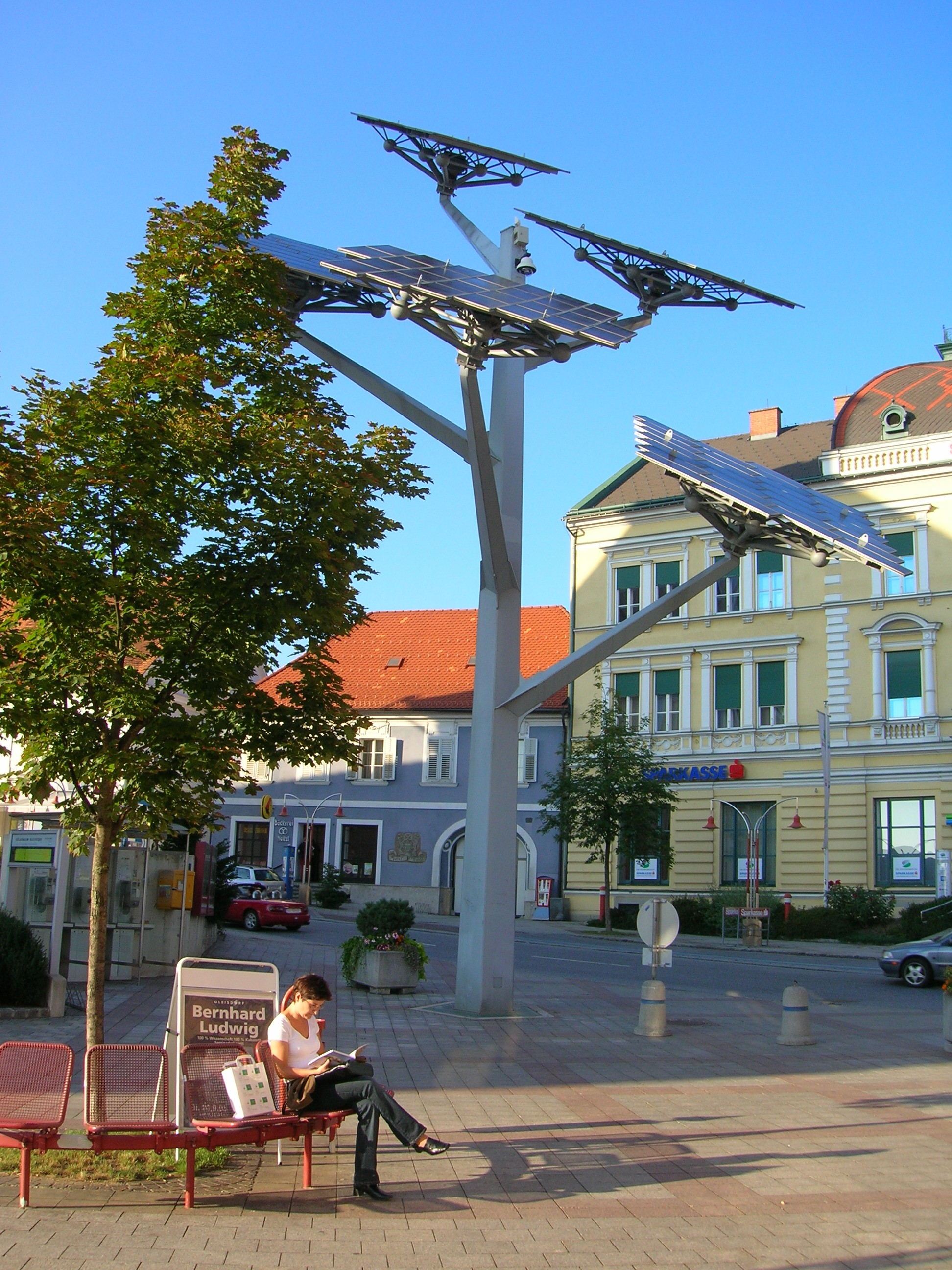
"Cây" điện Mặt Trời ở Styria, Áo.

Điện Mặt Trời (tiếng Anh: solar power), cũng được gọi là quang điện hay quang năng (tiếng Anh: photovoltaics, PV) là lĩnh vực nghiên cứu và ứng dụng kỹ thuật biến đổi ánh sáng Mặt Trời trực tiếp thành điện năng nhờ pin Mặt Trời. Ngày nay, do nhu cầu năng lượng sạch ngày càng nhiều nên ngành sản xuất pin Mặt Trời phát triển cực kỳ nhanh chóng.
Sản lượng điện Mặt Trời tăng 48% mỗi năm kể từ 2002, nghĩa là cứ 2 năm lại tăng gấp đôi và đã giúp ngành năng lượng này đạt tốc độ tăng trưởng cao nhất thế giới. Dữ liệu đến hết năm 2007 cho biết toàn thế giới đạt 12400 MW công suất quang điện trong đó khoảng 90% hòa vào mạng lưới điện chung. còn lại được lắp trên tường hay mái của nhiều tòa nhà gọi là điện Mặt Trời áp mái hoặc hệ thống tích hơp điện Mặt Trời cho tòa nhà.
Nhiều ưu đãi tài chính như chính sách trợ thuế đã giúp ngành điện Mặt Trời ở một số nước như Đức, Nhật, Israel, Hoa Kỳ, và Úc đã thúc đẩy ngành sản xuất phát triển nhanh chóng.

## Tổng quan

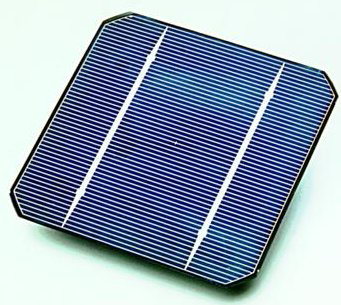
Tấm năng lượng Mặt Trời chuyển ánh sáng trực tiếp thành điện năng.

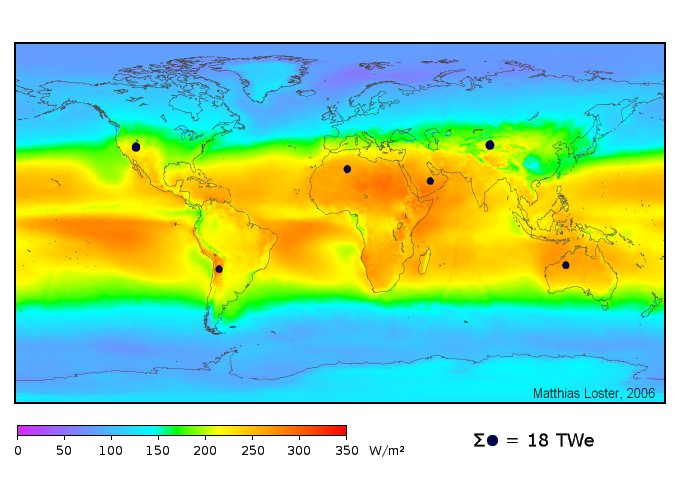
Năng lượng bức xạ Mặt Trời bình quân, đơn vị watt/m². Các dấu chấm nhỏ thể hiện diện tích cần lắp pin Mặt Trời hiệu suất 8% để đủ năng lượng dùng cho toàn thế giới.

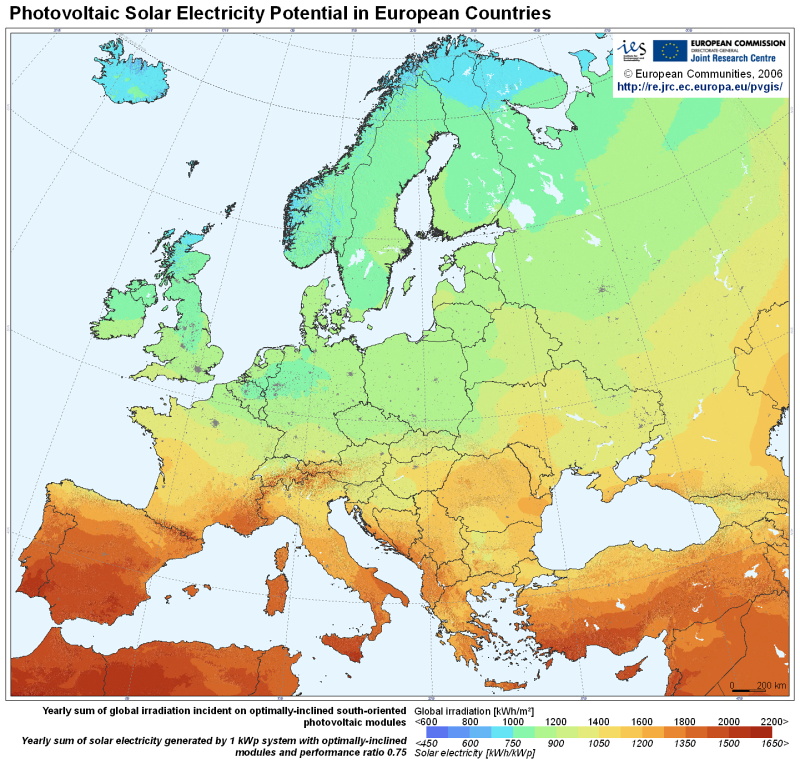
Bản đồ về tiềm năng năng lượng Mặt Trời ở châu Âu.

Kỹ thuật điện Mặt Trời đơn giản là cách chuyển quang năng thành điện năng trực tiếp nhờ các tấm pin Mặt Trời ghép lại với nhau thành mô đun. Photon đập vào electron làm năng lượng của electron tăng lên và di chuyển tạo thành dòng điện.
Điện năng do pin Mặt Trời tạo để sử dụng hay để sạc pin. Thời kỳ đầu, điện Mặt Trời chỉ được dùng cho vệ tinh nhân tạo hay phi thuyền nhưng ngày nay công dụng chính của nó là để cấp điện vào lưới điện chung nhờ bộ chuyển đổi từ điện một chiều trong pin sang điện xoay chiều. Còn một phần nhỏ dùng cấp điện cho các ngôi nhà, trạm điện thoại, bộ điều khiển từ xa,...
Tấm pin được đặt dưới một lớp gương nhằm ngăn những tác động từ môi trường. Để có lượng điện lớn hơn một mảnh pin riêng lẻ có thể tạo ra người ta gắn kết nhiều mảnh lại thành một tấm lớn là pin Mặt Trời. Một tấm pin riêng lẻ đủ cấp điện cho một trạm điện thoại công cộng, còn để đủ cấp cho một căn nhà hay một nhà máy điện thì phải cần nhiều tấm ghép lại thành dãy. Dù hiện giờ giá thành điện Mặt Trời hầu như vẫn cao hơn rất nhiều so với giá điện lưới nhưng ở một số nước như Nhật Bản hay Đức nhờ có ưu đãi về tài chính, thuế khóa mà sản lượng của ngành này đã có bước tiến vượt bậc do lượng cầu tăng.
The EPIA / Greenpeace Advanced Scenario dự báo đến năm 2030, ngành điện Mặt Trời toàn thế giới sẽ đạt công suất xấp xỉ 2600 TWh, nghĩa là đủ cung cấp cho 14% dân số toàn cầu.

## Sự phát triển hiện tại
Vấn đề trở ngại nhất hiện nay là chi phí cho nguyên liệu sản xuất và lắp đặt pin Mặt Trời còn quá cao so với các dạng điện năng khác.

## Tổng lượng đã lắp đặt toàn thế giới
3 nước đi đầu là Đức, Nhật và Hoa Kỳ chiếm 89% sản lượng toàn thế giới, trong đó Đức có tốc độ phát triển nhanh nhất trong 2 năm 2006 và 2007 và tạo ra hơn 10.000 việc làm về sản xuất, kinh doanh và lắp đặt thiết bị của ngành này. Ở EU, đến cuối năm 2006, có 88% sản lượng điện Mặt Trời hòa vào lưới điện chung, còn lại dùng trong các hệ thống riêng rẽ như nhà ở, nông trại, trạm điện thoại,...
| Quốc gia hay lãnh thổ Report Nat. Int. | Không hòa mạng điện Δ | Hòa mạng điện Δ | Lượng lắp đặt 2007 | Không hòa mạng điện Σ | Hòa mạng điện Σ | Tổng 2007 | Wp/capita Total | Module Price €/Wp | kW·h/kWp·yr Insolation | Feed-in Tariff EU¢/kW·h |
| -------------------------------------- | --------------------- | --------------- | ------------------ | --------------------- | --------------- | --------- | --------------- | ----------------- | ---------------------- | ----------------------- |
| Thế giới                               | 127.9                 | 2,130           | 2,258              | 662.3                 | 7,178           | 7,841     |                 | 2.5–11.2          | 800–2,902              | 0–59.3                  |
| Đức                                    | 35                    | 1,100           | 1,135              | 35                    | 3,827           | 3,862     | 46.8            | 4.0–5.3           | 1,000–1,300            | 51.8–56.8               |
| Nhật Bản                               | 1.562                 | 208.8           | 210.4              | 90.15                 | 1,829           | 1,919     | 15              | 2.96              | 1,200–1,600            | Ended(2005)             |
| Hoa Kỳ                                 | 55                    | 151.5           | 206.5              | 325                   | 505.5           | 830.5     | 2.8             | 2.98              | 900–2,150              | 1.2–31.04(CA)           |
| Tây Ban Nha ?                          | 22                    | 490             | 512                | 29.8                  | 625.2           | 655       | 15.1            | 3.0–4.5           | 1,600–2,200            | 18.38–44.04             |
| Ý                                      | 0.3                   | 69.9            | 70.2               | 13.1                  | 107.1           | 120.2     | 2.1             | 3.2–3.6           | 1,400–2,200            | 36.0–49.0               |
| Úc                                     | 5.91                  | 6.28            | 12.19              | 66.45                 | 16.04           | 82.49     | 4.1             | 4.5–5.4           | 1,450–2,902            | 0–26.4(SA'08)           |
| Hàn Quốc                               | 0                     | 42.87           | 42.87              | 5.943                 | 71.66           | 77.60     | 1.6             | 3.50–3.84         | 1,500–1,600            | 56.5–59.3               |
| Pháp                                   | 0.993                 | 30.31           | 31.30              | 22.55                 | 52.68           | 75.23     | 1.2             | 3.2–5.1           | 1,100–2,000            | 30.0–55.0               |
| Hà Lan                                 | 0.582                 | 1.023           | 1.605              | 5.3                   | 48              | 53.3      | 3.3             | 3.3–4.5           | 1,000–1,200            | 1.21–9.7                |
| Thụy Sĩ                                | 0.2                   | 6.3             | 6.5                | 3.6                   | 32.6            | 36.2      | 4.9             | 3.18–3.30         | 1,200–2,000            | 9.53–50.8               |
| Austria ?                              | 0.055                 | 2.061           | 2.116              | 3.224                 | 24.48           | 27.70     | 3.4             | 3.6–4.3           | 1,200–2,000            | >0                      |
| Canada                                 | 3.888                 | 1.403           | 5.291              | 22.86                 | 2.911           | 25.78     | 0.8             | 3.76              | 900–1,750              | 0–29.48(ON)             |
| Mexico ?                               | 0.869                 | 0.15            | 1.019              | 20.45                 | 0.3             | 20.75     | 0.2             | 5.44–6.42         | 1,700–2,600            | None                    |
| United Kingdom                         | 0.16                  | 3.65            | 3.81               | 1.47                  | 16.62           | 18.09     | 0.3             | 3.67–5.72         | 900–1,300              | 0–11.74(exprt)          |
| Bồ Đào Nha ?                           | 0.2                   | 14.25           | 14.45              | 2.841                 | 15.03           | 17.87     | 1.7             |                   | 1,600–2,200            |                         |
| Norway                                 | 0.32                  | 0.004           | 0.324              | 7.86                  | 0.132           | 7.992     | 1.7             | 11.2              | 800–950                | None                    |
| Thụy Điển                              | 0.271                 | 1.121           | 1.392              | 4.566                 | 1.676           | 6.242     | 0.7             | 3.24–7.02         | 900–1,050              | None                    |
| Denmark                                | 0.05                  | 0.125           | 0.175              | 0.385                 | 2.69            | 3.075     | 0.6             | 5.36–8.04         | 900–1,100              | None                    |
| Israel                                 | 0.5                   | 0               | 0.5                | 1.794                 | 0.025           | 1.819     | 0.3             | 4.3               | 2,200–2,400            | 13.13–16.40             |

## Ứng dụng

### Trạm phát điện

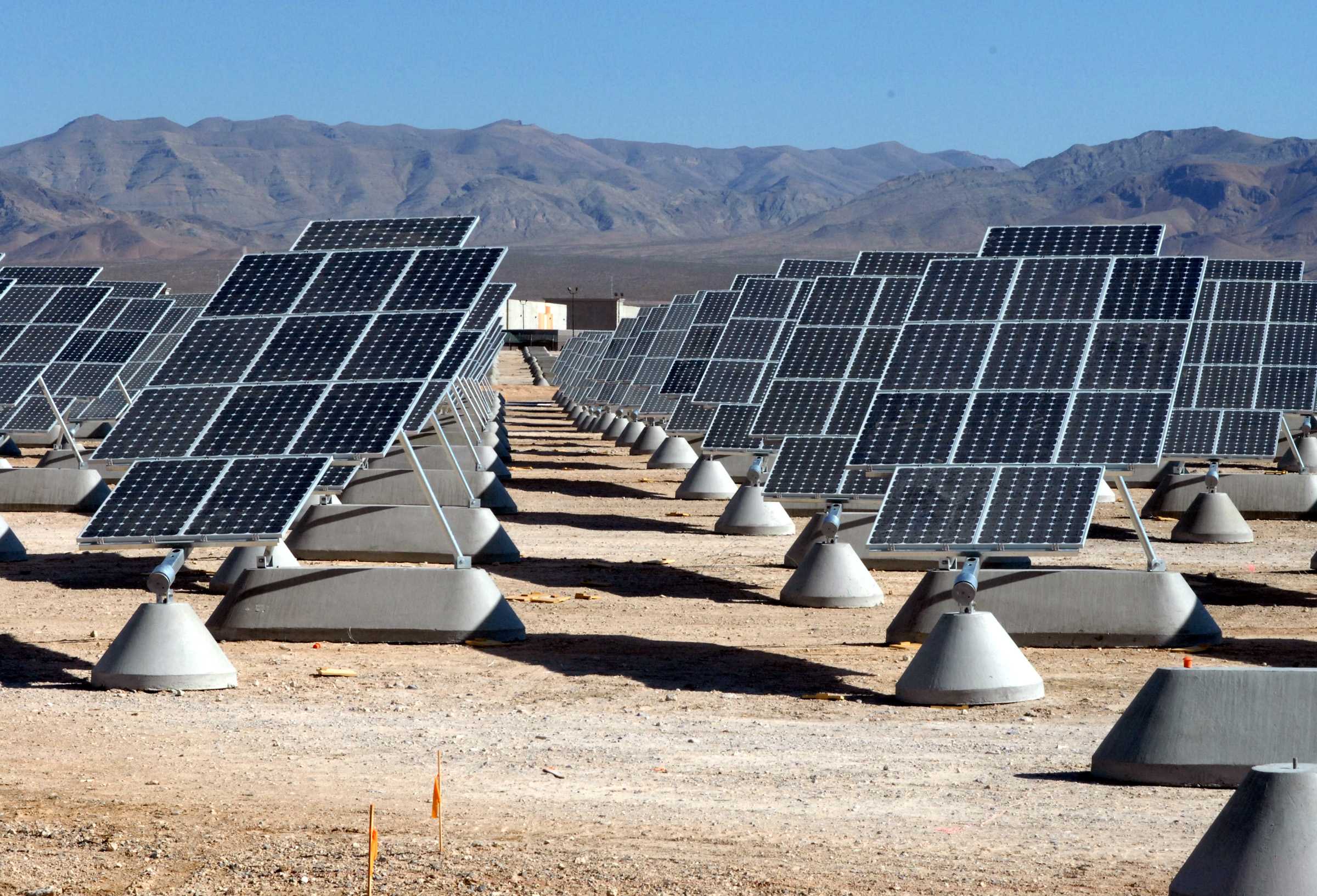
Các tấm pin Mặt Trời đặt tại căn cứ không quân Nellis chỉ nhận ánh sáng theo một hướng.

Trong năm 2008, tại Tây Ban Nha, một số nhà máy điện Mặt Trời cỡ lớn đã được xây dựng, như là các nhà máy: Parque Fotovoltaico Olmedilla de Alarcon (công suất: 60 MW), Parque Solar Merida / Don Alvaro (30 MW), Planta solar Fuente Álamo (26 MW), Planta fotovoltaica de Lucainena de las Torres (23.2 MW), Parque Fotovoltaico Abertura Solar (23.1 MW), Parque Solar Hoya de Los Vincentes (23 MW), Solarpark Calveron (21 MW), và Planta Solar La Magascona (20 MW).

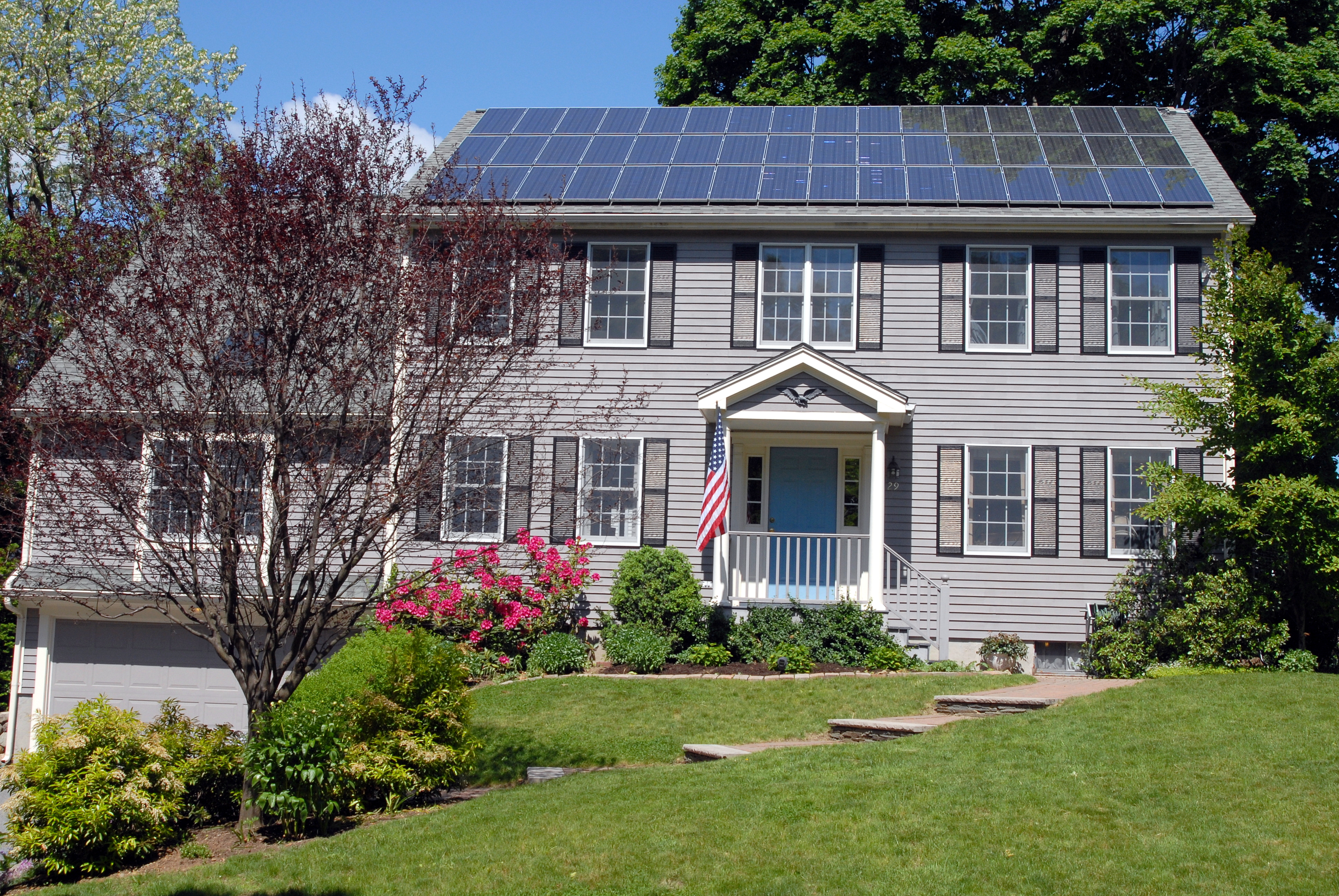
Các tấm pin Mặt Trời trên mái nhà.

Nhà máy điện Mặt Trời Nellis, nằm trong căn cứ không quân Nellis ở Clark County, Nevada đông bắc Las Vegas, Hoa Kỳ có công suất lớn nhất toàn đại lục Bắc Mỹ là 14MW. Nó cấp khoảng 25% tổng lượng điện hàng năm căn cứ này sử dụng.
| Tên nhà máy                                    | Quốc gia    | Công suất điện một chiều tối đa (MW) | GW giờ /năm | Capacity factor | Diễn giải                                                                                       |
| ---------------------------------------------- | ----------- | ------------------------------------ | ----------- | --------------- | ----------------------------------------------------------------------------------------------- |
| Parque Fotovoltaico Olmedilla de Alarcon       | Tây Ban Nha | 60                                   | 85          |                 | Hoàn thành tháng 9 năm 2008.                                                                    |
| Parque Solar Merida/Don Alvaro                 | Tây Ban Nha | 30                                   |             |                 | Hoàn thành tháng 9 năm 2008.                                                                    |
| Planta solar Fuente Álamo                      | Tây Ban Nha | 26                                   | 44          | 0.19            |                                                                                                 |
| Planta fotovoltaica de Lucainena de las Torres | Tây Ban Nha | 23.2                                 |             |                 | Hoàn thành tháng 9 năm 2008.                                                                    |
| Parque Fotovoltaico Abertura Solar             | Tây Ban Nha | 23.1                                 | 47          | 0.23            |                                                                                                 |
| Parque Solar Hoya de Los Vincentes             | Tây Ban Nha | 23                                   | 41          | 0.20            |                                                                                                 |
| Solarpark Calveron                             | Tây Ban Nha | 21.2                                 | 40          | 0.22            |                                                                                                 |
| Huerta Solar Almaraz                           | Tây Ban Nha | 20                                   |             |                 | Hoàn thành tháng 9 năm 2008.                                                                    |
| Planta solar fotovoltaico Calasparra           | Tây Ban Nha | 20                                   |             |                 |                                                                                                 |
| Planta Solar La Magascona                      | Tây Ban Nha | 20                                   | 42          | 0.24            |                                                                                                 |
| Beneixama photovoltaic power plant             | Tây Ban Nha | 20                                   | 30          | 0.17            | Tenesol, Aleo and Solon solar modules with Q-Cells cells.                                       |
| SinAn photovoltaic power plant                 | Hàn Quốc    | 19.6                                 | 27          | 0.16            | Asia's largest photovoltaic plant. Consists of 108,864 units of Conergy STM 180F solar modules. |
| Planta de energía solar Mahora                 | Tây Ban Nha | 15                                   |             |                 | Hoàn thành tháng 9 năm 2008.                                                                    |
| Nellis Solar Power Plant                       | Hoa Kỳ      | 14                                   | 30          | 0.24            | Gồm 70,000 tấm pin.                                                                             |
| Planta Solar de Salamanca                      | Tây Ban Nha | 13.8                                 | n.a.        |                 | Gồm 70,000 tấm pin do hãng Kyocera chế tạo.                                                     |
| Parque Solar Guadarranque                      | Tây Ban Nha | 13.6                                 | 20          | 0.17            |                                                                                                 |
| Lobosillo Solar Park                           | Tây Ban Nha | 12.7                                 | n.a.        |                 | Tấm pin của các hãng Chaori và YingLi.                                                          |
| Parque Solar Fotovoltaico Villafranca          | Tây Ban Nha | 12                                   |             |                 | Sử dụng công nghệ điện Mặt Trời cường độ cao.                                                   |
| Erlasee Solar Park                             | Đức         | 12                                   | 14          | 0.13            | 1,408 solon mover.                                                                              |
| Serpa solar power plant                        | Bồ Đào Nha  | 11                                   | 20          | 0.21            | 52,000 solar modules.                                                                           |
| Pocking Solar Park                             | Đức         | 10                                   | 11.5        | 0.13            | 57,912 solar modules.                                                                           |